# Pericycos phlippinensis
Pericycos phlippinensis är en skalbaggsart som beskrevs av Stefan von Breuning 1944. Pericycos phlippinensis ingår i släktet Pericycos och familjen långhorningar.
Artens utbredningsområde är Filippinerna. Inga underarter finns listade i Catalogue of Life.